# Ла-Рок
Ла-Рок (фр. La Rocque) — коммуна во Франции, находится в регионе Нижняя Нормандия. Департамент коммуны — Кальвадос. Входит в состав кантона Васси. Округ коммуны — Вир.
Код INSEE коммуны — 14539.

## Население
Население коммуны на 2010 год составляло 94 человека.
| 1962 | 1968 | 1975 | 1982 | 1990 | 1999 | 2010 |
| ---- | ---- | ---- | ---- | ---- | ---- | ---- |
| 125  | 115  | 104  | 84   | 86   | 89   | 94   |

## Экономика
В 2010 году среди 66 человек трудоспособного возраста (15—64 лет) 47 были экономически активными, 19 — неактивными (показатель активности — 71,2 %, в 1999 году было 74,1 %). Из 47 активных жителей работали 42 человека (25 мужчин и 17 женщин), безработных было 5 (3 мужчин и 2 женщины). Среди 19 неактивных 10 человек были учениками или студентами, 4 — пенсионерами, 5 были неактивными по другим причинам.